# 欧洲E75公路
欧洲E75公路（E75）是欧洲的一条国际公路，由几段公路组成。
E75公路的起点为巴伦支海沿岸的瓦尔德，然后一路向南，经过芬兰、波兰、捷克、斯洛伐克、匈牙利、塞尔维亚、北马其顿和希腊，终点为克里特岛东端的锡蒂亚，总长约5639千米。
从20世纪90年代到2009年，从芬兰的赫尔辛基到波兰的格但斯克之间没有轮渡。Finnlines运营着赫尔辛基和格丁尼亚之间的轮渡，另一种方案是搭渡轮从赫尔辛基到塔林，从塔林沿E67公路向南行驶到彼得库夫特雷布纳尔斯基，再沿E75公路继续行驶。希腊的比雷埃夫斯和哈尼亚之间也为轮渡路线。

## 路线
- 挪威
  -  瓦尔德 – Varangerbotn（英语：Varangerbotn）（开始与共线）– 乌茨约基（结束与共线）

- 芬兰
  -  乌茨约基 – 伊瓦洛 – 索丹屈莱  – 罗瓦涅米 – 凯米  – 奥卢  – 于韦斯屈莱  – 拉赫蒂 – 赫尔辛基 
  -  赫尔辛基 

- 赫尔辛基 -  格丁尼亚

（暂无赫尔辛基 - 格但斯克渡轮，最近的替代路线是从赫尔辛基坐渡轮到格丁尼亚，再从格丁尼亚到格但斯克）
- 波蘭
  -  格但斯克 
  -  格但斯克 
  -  格但斯克  - 格但斯克普鲁什奇
  -  格但斯克普鲁什奇 - 格鲁琼兹  - 托伦 - 斯特雷库夫 
  -   斯特雷库夫 - 兹盖日
  -   兹盖日  - 罗兹 - 彼得库夫特雷布纳尔斯基
  -  彼得库夫特雷布纳尔斯基 
  -  彼得库夫特雷布纳尔斯基  – 琴斯托霍瓦 – 谢维日 - 栋布罗瓦古尔尼恰
  - 栋布罗瓦古尔尼恰 - 梅斯沃维采 （开始与共线） - 蒂黑
  -  蒂黑 - 别尔斯科-比亚瓦
  -  别尔斯科-比亚瓦 - 切申

- 捷克
  -  捷克捷欣 
  -  捷克捷欣 （开始与共线） - Mosty u Jablunkova（英语：Mosty u Jablunkova）

- 斯洛伐克
  -  Svrčinovec（英语：Svrčinovec） - 日利纳
  -  日利纳 （开始与共线）
  -  日利纳
  -  日利纳  - 特伦钦 （结束与共线） - 特尔纳瓦 （开始于共线） - 布拉迪斯拉发 
  -  布拉迪斯拉发 （开始与共线，结束与共线）

- 匈牙利
  -  劳伊考 - 莫雄马扎尔古堡 ()
  -  莫雄马扎尔古堡 (开始与 共线，结束与共线) - 布达佩斯
  -  布达佩斯 ()
  -  布达佩斯 - 新豪尔詹 (结束与共线) - 凯奇凯梅特 - 塞格德

- 塞爾維亞
  -  霍尔戈什 - 苏博蒂察 () - 诺威萨 - 贝尔格莱德 () - 帕拉钦 () - 尼什 () - 格尔代利察
  -  格尔代利察 - 弗拉迪钦汉
  -  弗拉迪钦汉 - 布亚诺瓦茨
  -  布亚诺瓦茨
  -  布亚诺瓦茨 - 普雷舍沃

- 北馬其頓
  -  Tabanovce（英语：Tabanovce） - 库马诺沃 () - Petrovec（英语：Petrovec, Republic of Macedonia） - 盖夫盖利亚

- 希腊
  -  Evzonoi（英语：Evzonoi） - 塞萨洛尼基 () -  拉里萨 () - 拉米亚 () - 温泉关 () - 底比斯 () - 雅典 ()
  -  雅典 - 哈尼亚
  -  哈尼亚 ()
  -  哈尼亚 () - 伊拉克利翁
  -  伊拉克利翁 - 赫索尼索斯（英语：Hersonissos）
  -  赫索尼索斯（英语：Hersonissos） - 锡蒂亚

## 沿途风景

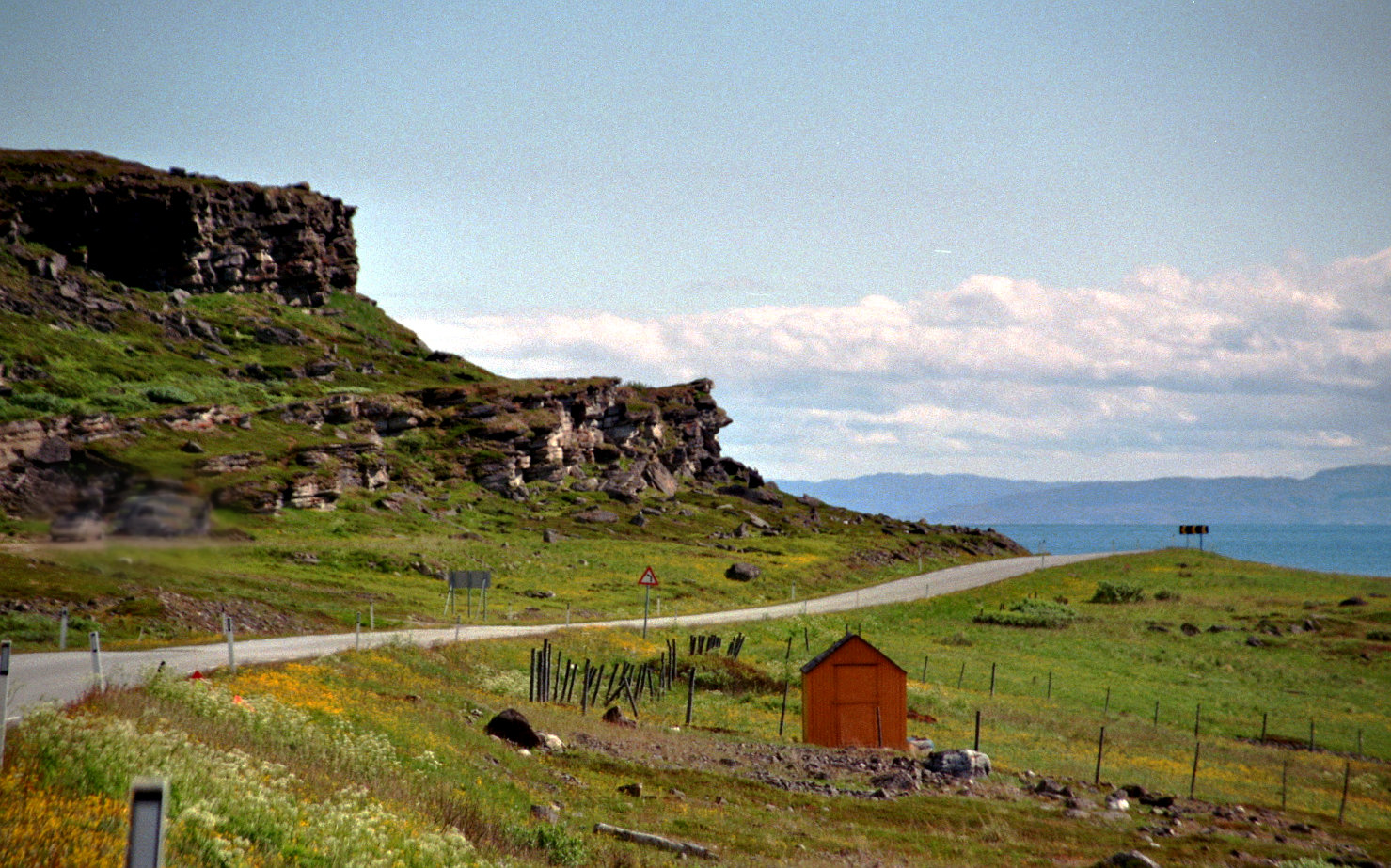
在挪威Vadsø附近的E75
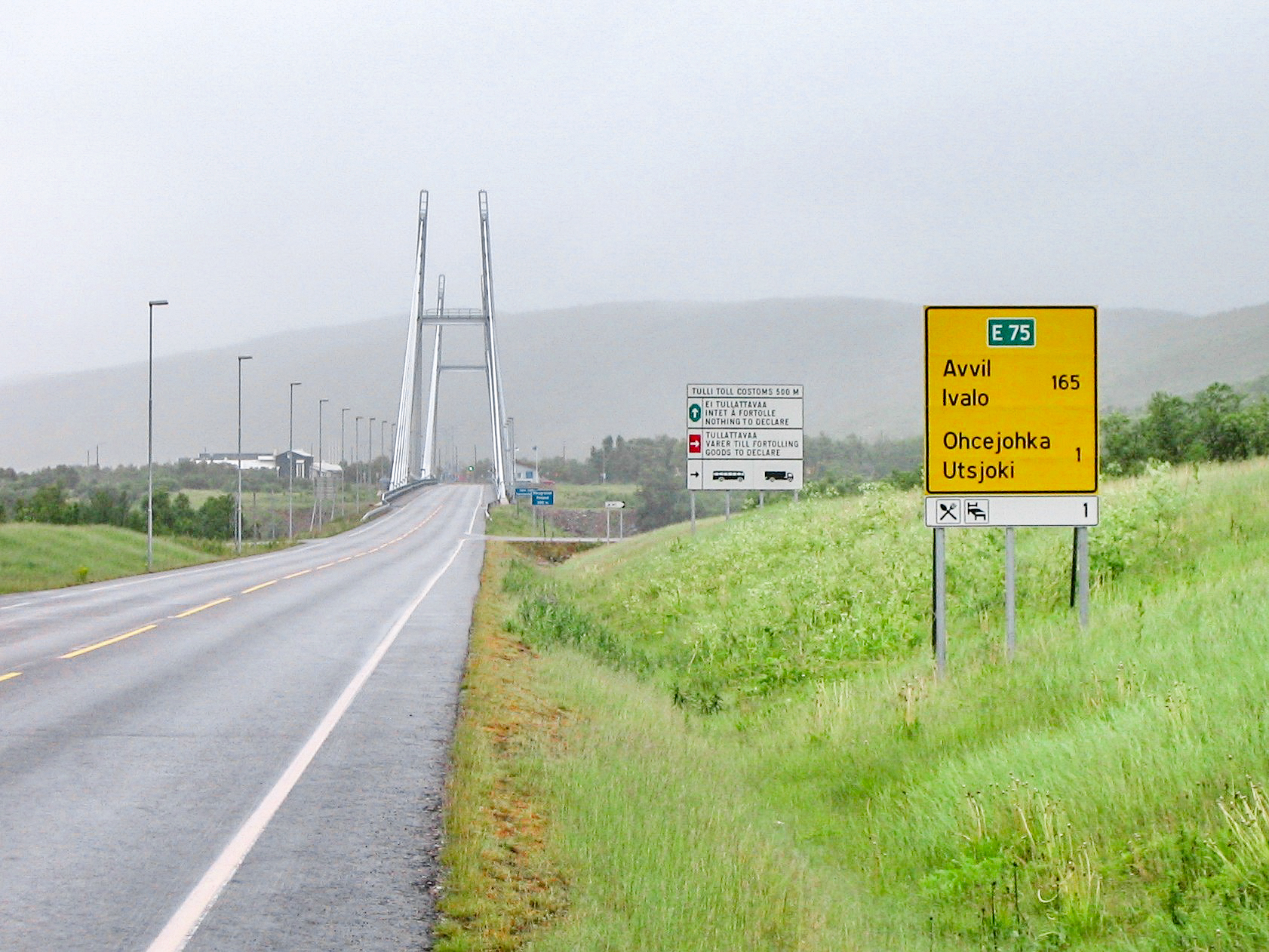
在挪威-芬兰边界上的E75
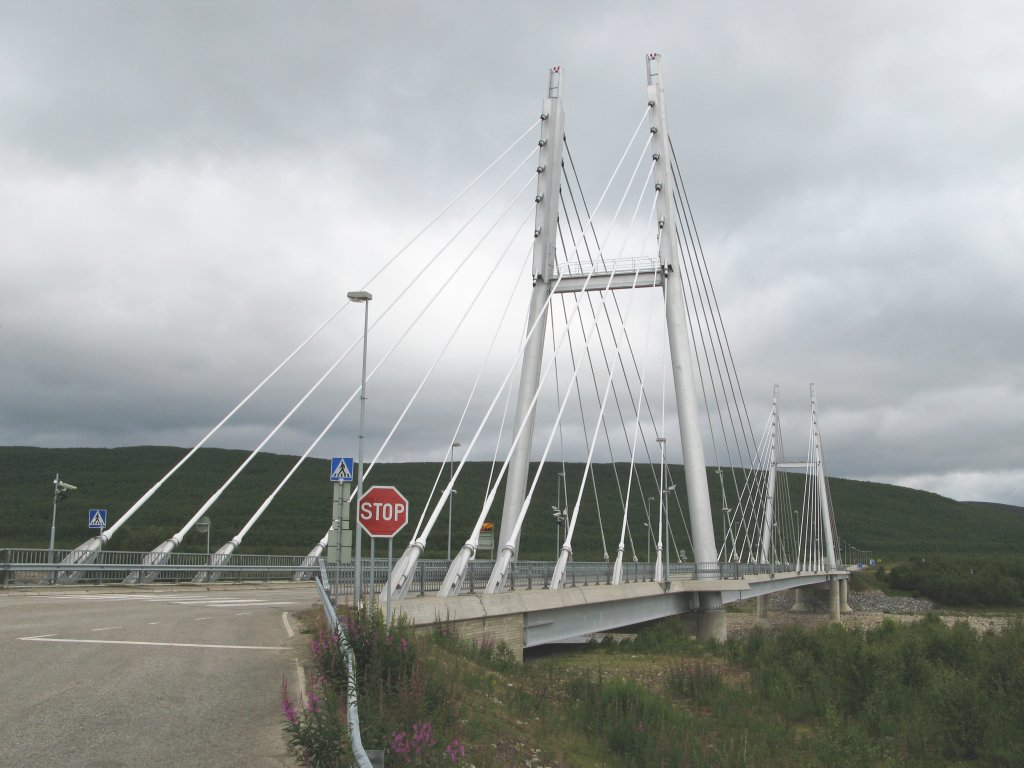
位于挪威-芬兰边境上的萨米桥（英语：Sami Bridge）
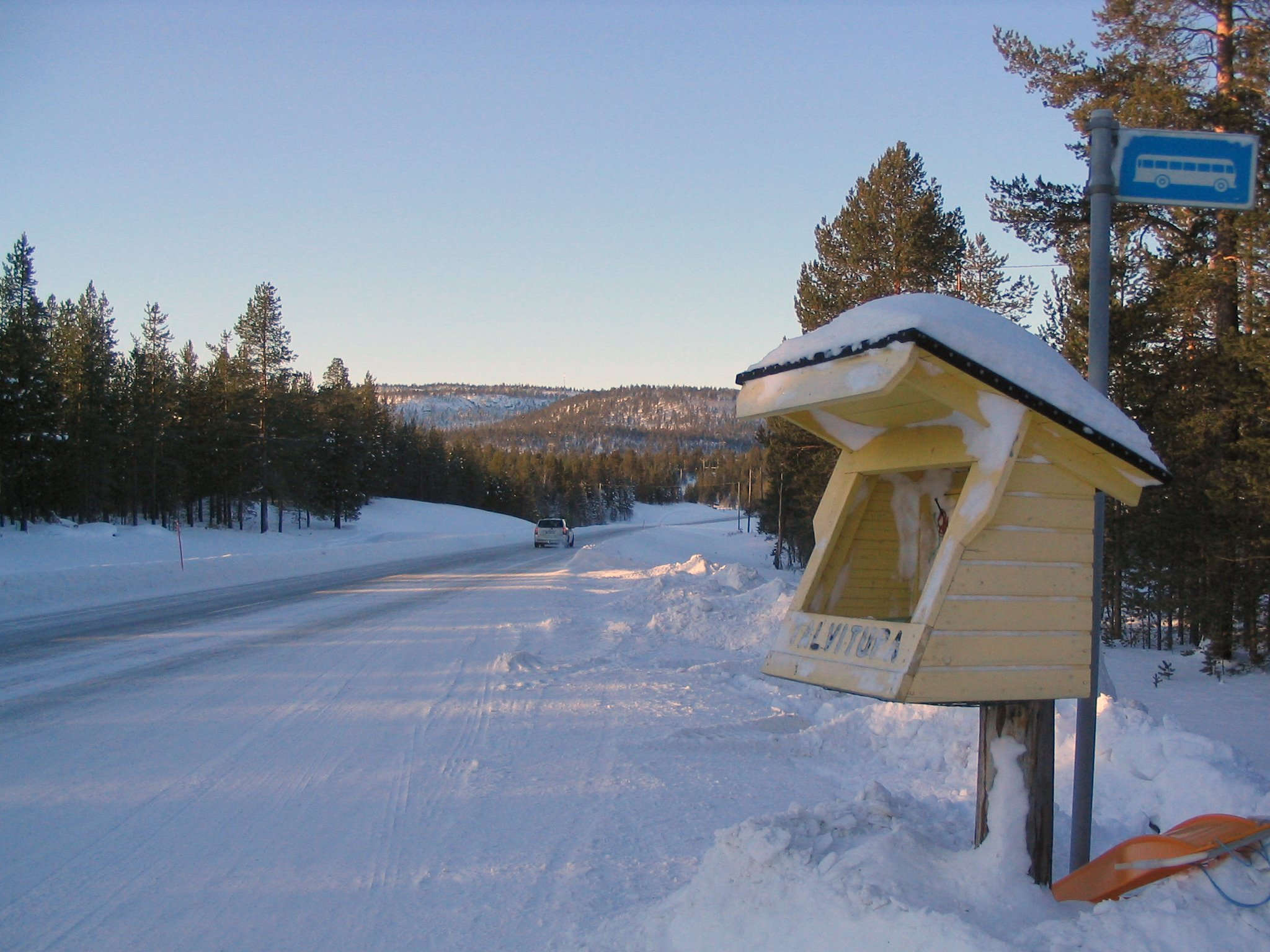
E75位于芬兰伊納里的冬景
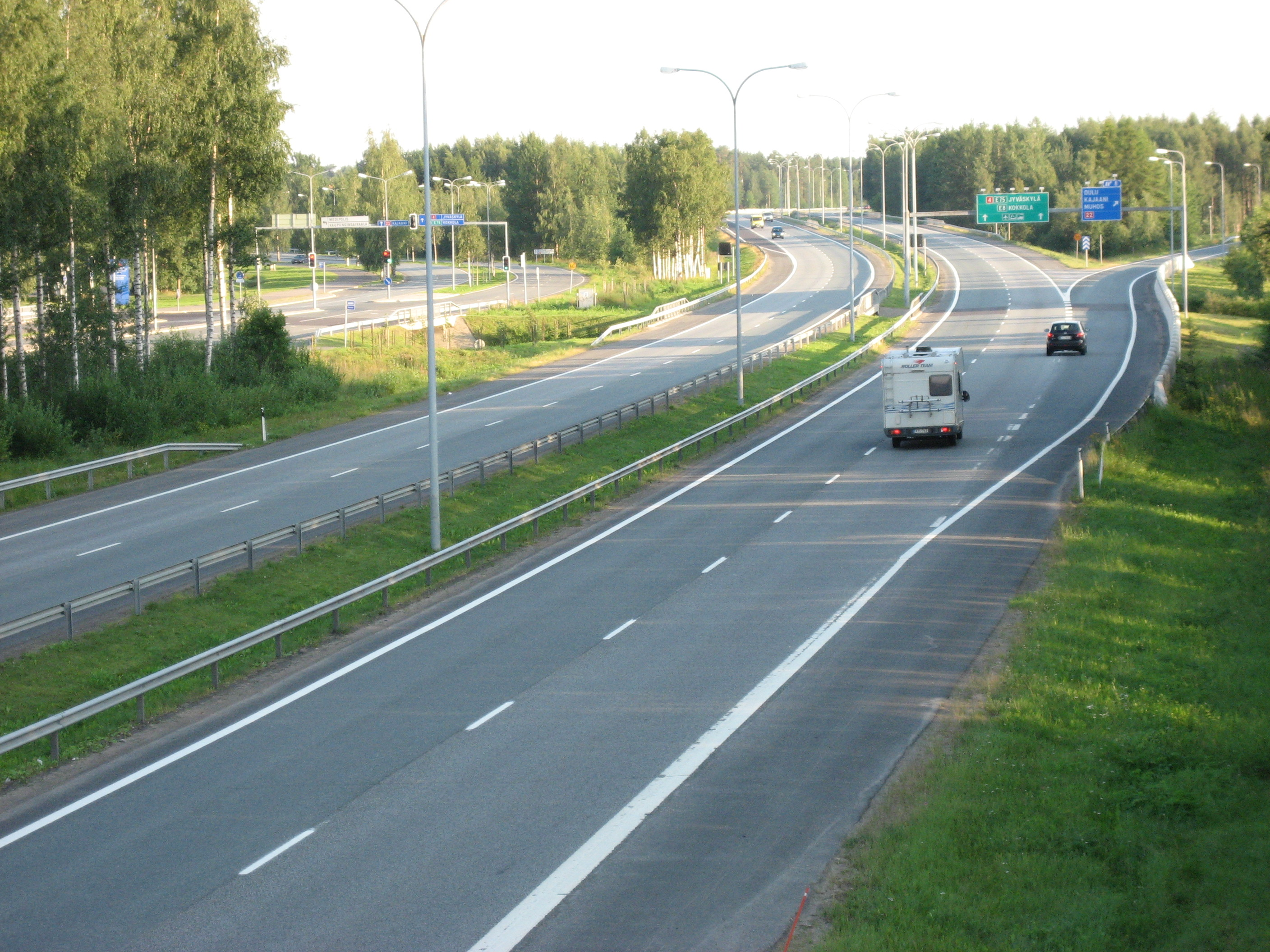
在芬兰奥卢的E75
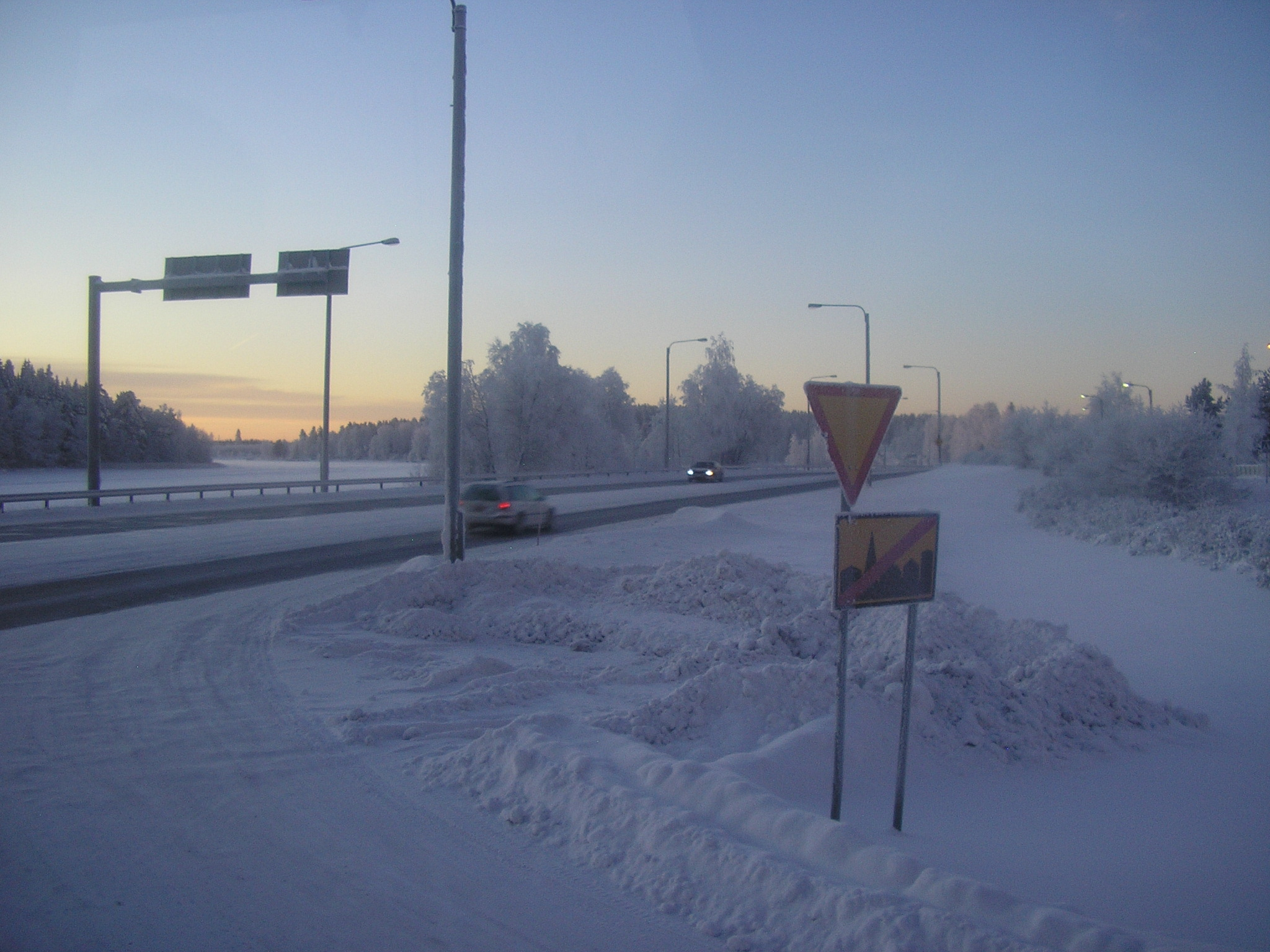
在芬兰中部维塔萨里的E75
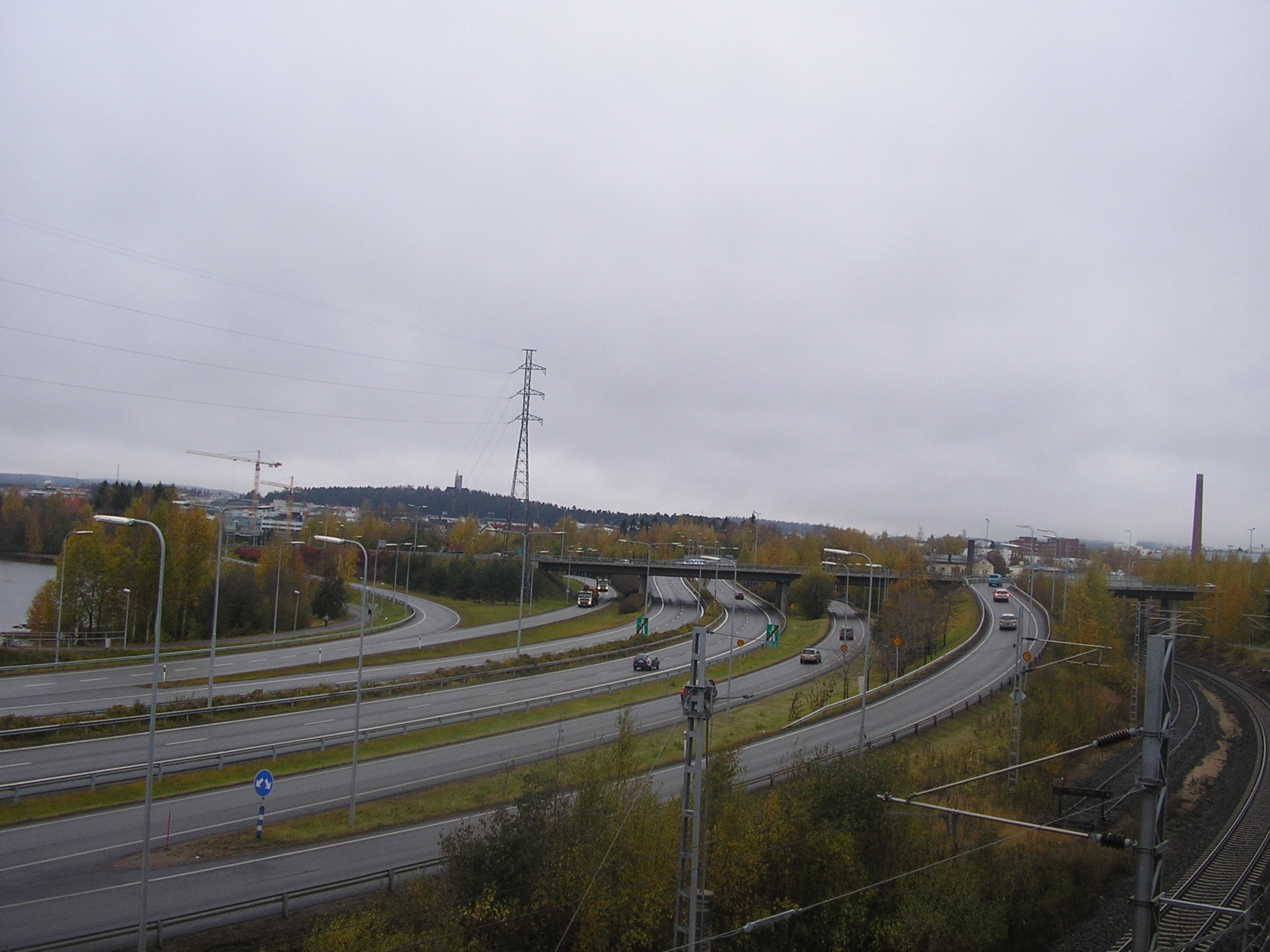
在芬兰于韦斯屈莱附近的E75
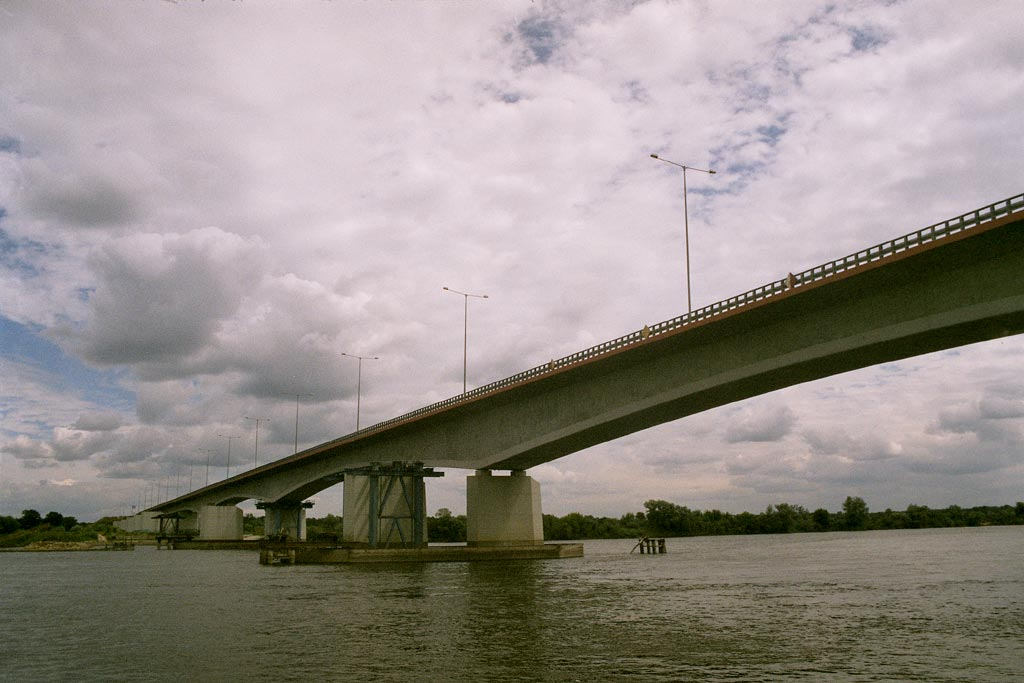
在波兰托伦附近跨越维斯瓦河的E75
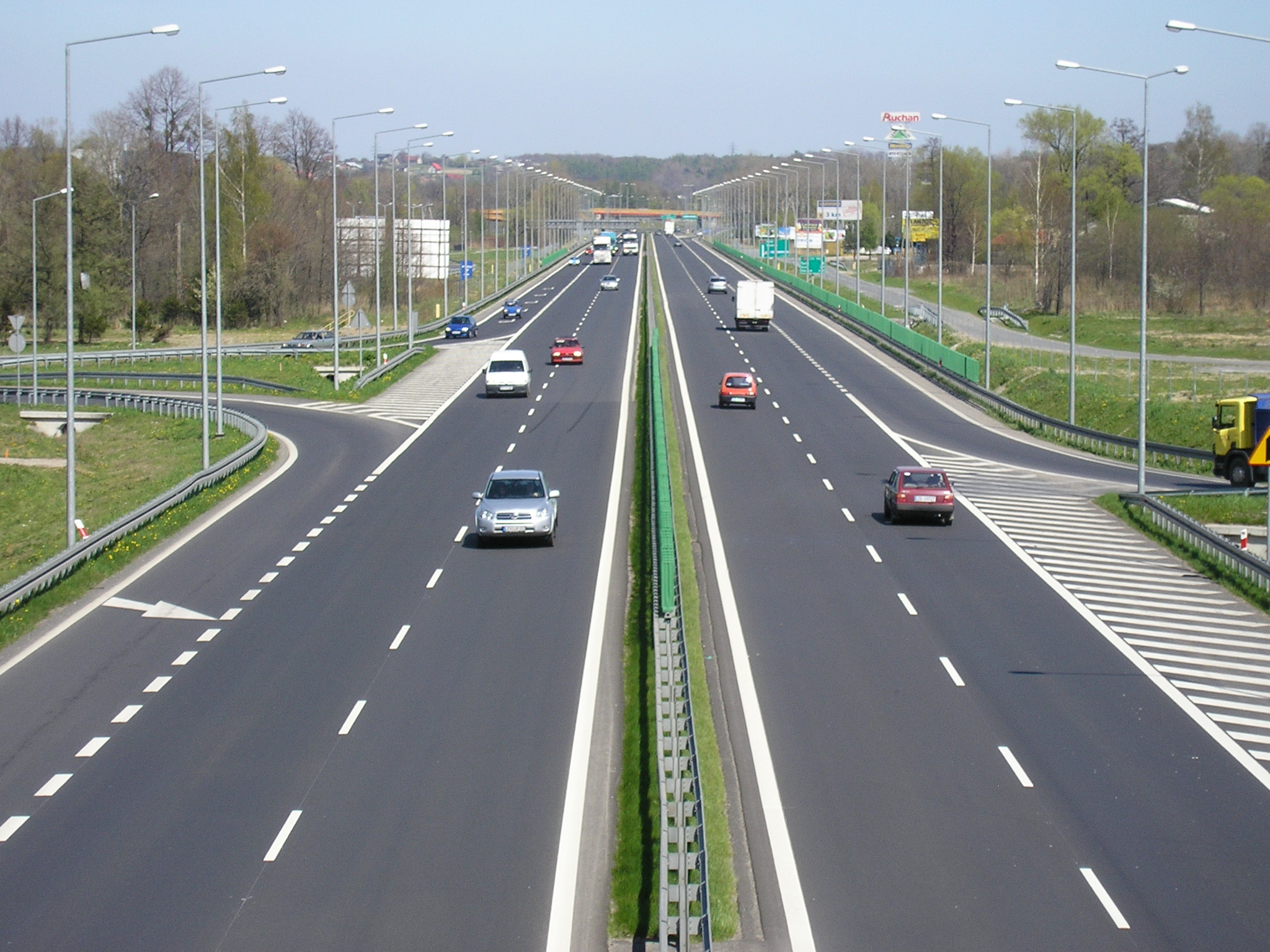
在波兰别尔斯科-比亚瓦的E75
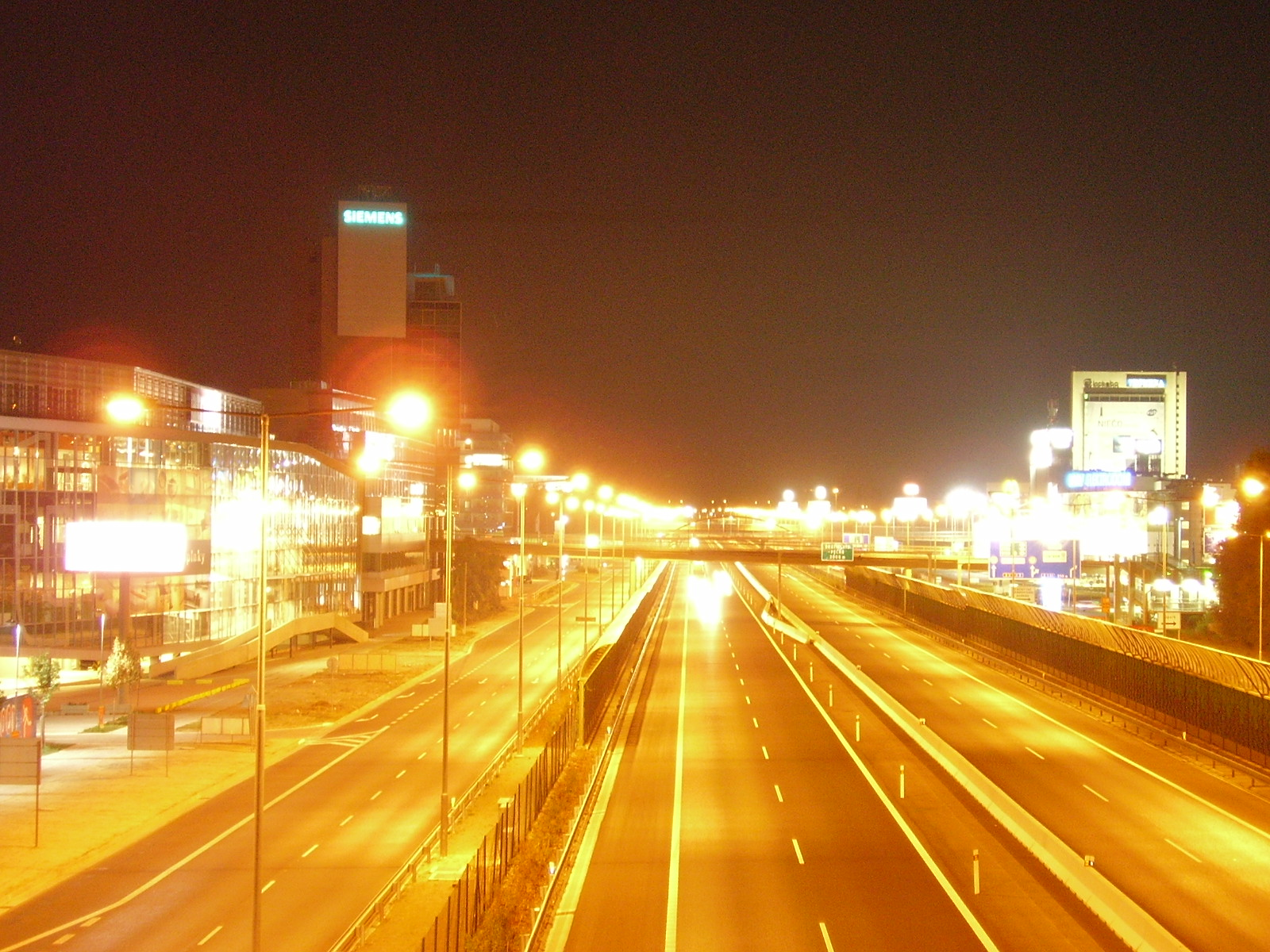
在斯洛伐克首都布拉迪斯拉发的E75
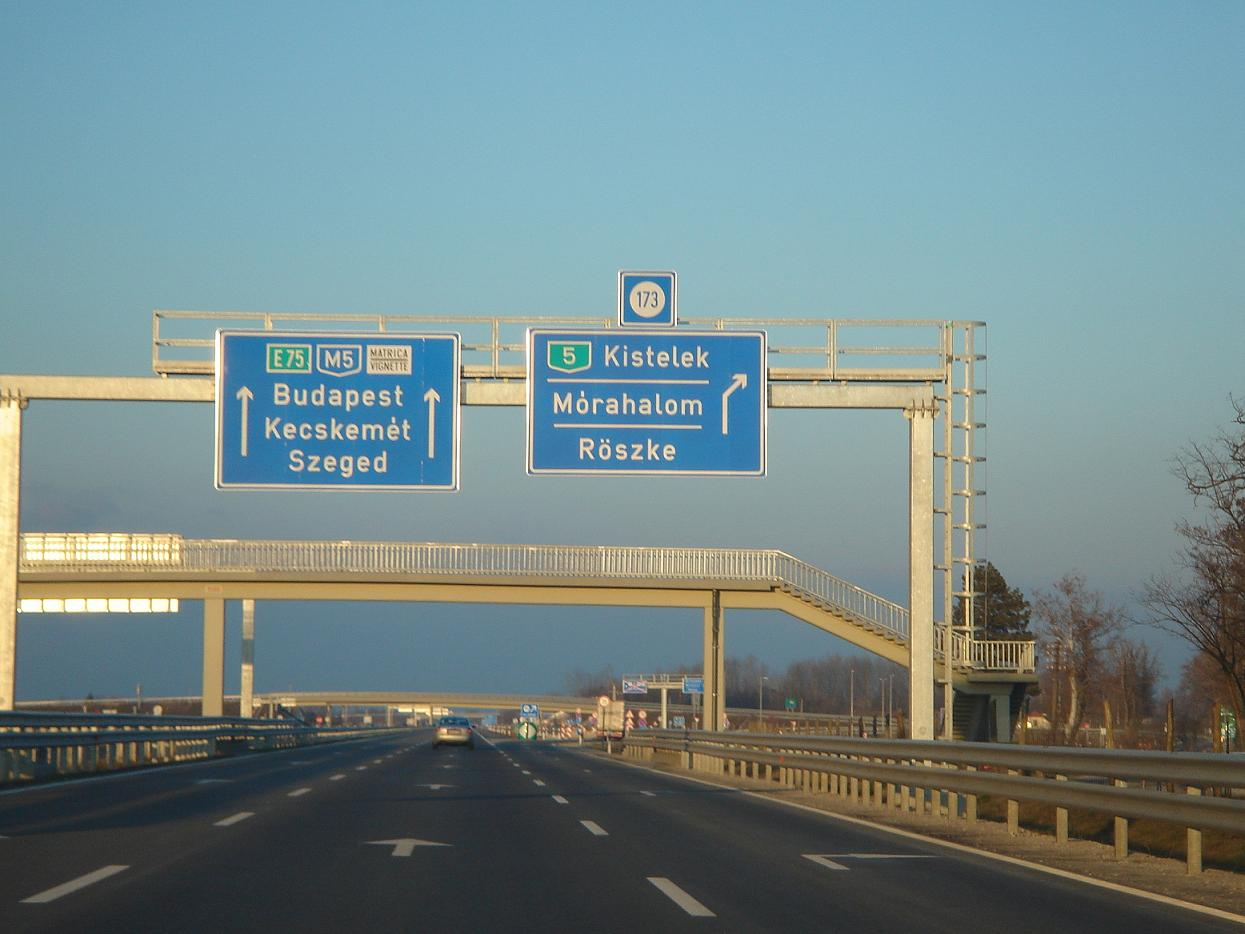
位于匈牙利-塞尔维亚边界上的勒斯凯的E75
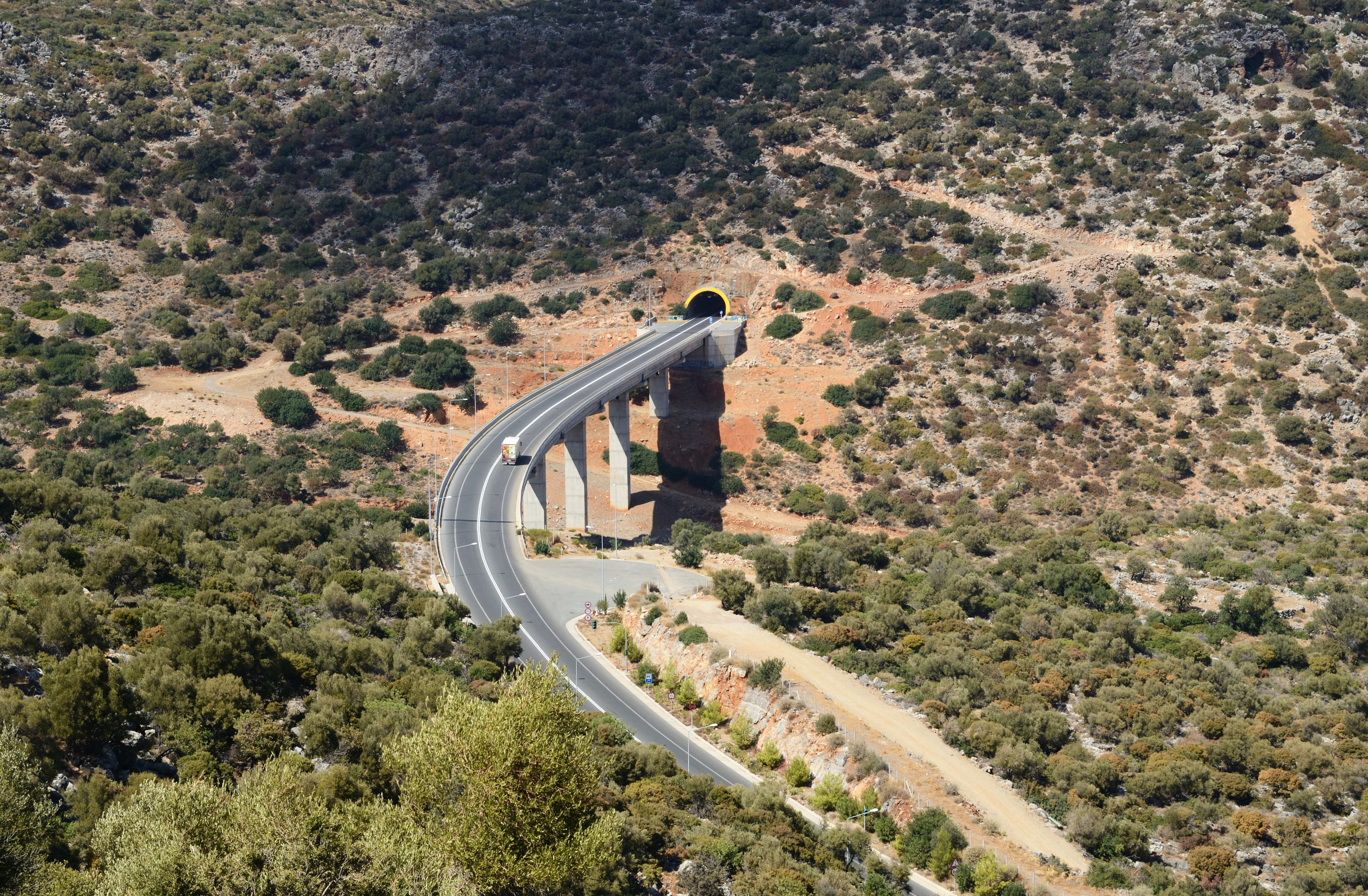
在希腊伊拉克利翁附近的E75